# San Gregorio di Catania
San Gregorio di Catania es una localidad italiana de la provincia de Catania , región de Sicilia, con 11.460 habitantes.

Ubicación de la ciudad de San Gregorio di Catania dentro de la provincia de Catania.

## Evolución demográfica
| Gráfica de evolución demográfica de San Gregorio di Catania entre 1861 y 2001 |
|                                                                               |
| Fuente ISTAT - elaboración gráfica de Wikipedia                               |